# سيغفريد آي
سيغفريد آي (بالألمانية: Siegfried I.)‏ (و. – 1084 م) هو كاهن كاثوليكي ألماني.

## مناصب
تولى منصب Roman Catholic Archbishop of Mainz ‏ (1059–1084)
- رئيس الدير
- مطران كاثوليكي  [لغات أخرى]‏[4]

.